# Lijst van Phyxelididae
Deze pagina beschrijft alle soorten spinnen uit de familie der Phyxelididae

## Ambohima
Ambohima Griswold, 1990
- Ambohima pauliani Griswold, 1990
- Ambohima sublima Griswold, 1990

## Kulalania
Kulalania Griswold, 1990
- Kulalania antiqua Griswold, 1990

## Lamaika
Lamaika Griswold, 1990
- Lamaika distincta Griswold, 1990

## Malaika
Malaika Lehtinen, 1967
- Malaika delicatula Griswold, 1990
- Malaika longipes (Purcell, 1904)

## Manampoka
Manampoka Griswold, Wood & Carmichael, 2012
- Manampoka atsimo Griswold, Wood & Carmichael, 2012

## Matundua
Matundua Lehtinen, 1967
- Matundua silvatica (Purcell, 1904)

## Namaquarachne
Namaquarachne Griswold, 1990
- Namaquarachne angulata Griswold, 1990
- Namaquarachne hottentotta (Pocock, 1900)
- Namaquarachne khoikhoiana Griswold, 1990
- Namaquarachne thaumatula Griswold, 1990
- Namaquarachne tropata Griswold, 1990

## Phyxelida
Phyxelida Simon, 1894
- Phyxelida abyssinica Griswold, 1990
- Phyxelida anatolica Griswold, 1990
- Phyxelida apwania Griswold, 1990
- Phyxelida bifoveata (Strand, 1913)
- Phyxelida carcharata Griswold, 1990
- Phyxelida crassibursa Griswold, 1990
- Phyxelida eurygyna Griswold, 1990
- Phyxelida fanivelona Griswold, 1990
- Phyxelida irwini Griswold, 1990
- Phyxelida jabalina Griswold, 1990
- Phyxelida kipia Griswold, 1990
- Phyxelida makapanensis Simon, 1894
- Phyxelida malagasyana Griswold, 1990
- Phyxelida mirabilis (L. Koch, 1875)
- Phyxelida nebulosa (Tullgren, 1910)
- Phyxelida pingoana Griswold, 1990
- Phyxelida sindanoa Griswold, 1990
- Phyxelida tanganensis (Simon & Fage, 1922)
- Phyxelida umlima Griswold, 1990

## Pongolania
Pongolania Griswold, 1990
- Pongolania chrysionaria Griswold, 1990
- Pongolania pongola Griswold, 1990

## Themacrys
Themacrys Simon, 1906
- Themacrys cavernicola (Lawrence, 1939)
- Themacrys irrorata Simon, 1906
- Themacrys monticola (Lawrence, 1939)
- Themacrys silvicola (Lawrence, 1938)
- Themacrys ukhahlamba Griswold, 1990

## Vidole
Vidole Lehtinen, 1967
- Vidole capensis (Pocock, 1900)
- Vidole helicigyna Griswold, 1990
- Vidole lyra Griswold, 1990
- Vidole schreineri (Purcell, 1904)
- Vidole sothoana Griswold, 1990

## Vytfutia
Vytfutia Deeleman-Reinhold, 1986
- Vytfutia bedel Deeleman-Reinhold, 1986
- Vytfutia pallens Deeleman-Reinhold, 1989

## Xevioso
Xevioso Lehtinen, 1967
- Xevioso amica Griswold, 1990
- Xevioso aululata Griswold, 1990
- Xevioso colobata Griswold, 1990
- Xevioso jocquei Griswold, 1990
- Xevioso kulufa Griswold, 1990
- Xevioso lichmadina Griswold, 1990
- Xevioso orthomeles Griswold, 1990
- Xevioso tuberculata (Lawrence, 1939)
- Xevioso zuluana (Lawrence, 1939)